# Célula efetora
Uma célula efetora é qualquer um dos vários tipos de células que respondem ativamente a um estímulo e afetam algumas mudanças. As células efetoras existem em alta frequência apenas transitoriamente durante uma resposta imunológica.

## Exemplos
Exemplos de células efetoras incluem:
1. Célula do músculo, glândula ou órgão capaz de responder a um estímulo na extremidade terminal de uma fibra nervosa eferente.
2. Célula plasmática, uma célula B efetora no sistema imunológico.
3. Células T efetoras, células T que respondem ativamente a um estímulo.
4. Células assassinas induzidas por citocinas,[2][3][4] células efetoras citotóxicas fortemente produtivas capazes de lisar células tumorais.[5]
5. Microglia, uma célula efetora da glia que reconstrói o sistema nervoso central após um transplante de medula óssea.[6]
6. Fibroblasto, uma célula que é mais comumente encontrada no tecido conjuntivo.[7]
7. Mastócito, a célula efetora primária envolvida no desenvolvimento da asma.[8]